# 神谷信弘
神谷 信弘（かみや のぶひろ、1964年7月6日 - ）は、日本の俳優。東京芸術座所属。
神奈川県立向の岡工業高校・電気科卒。過去には劇団ひまわりに所属。東京芸術座附属演劇研究所出身。

## 出演作品

### テレビドラマ
- キカイダー01 第32話「地獄に呼ばれるビジンダー」（1973年、NET / 東映） - いじめっ子
- 走れ!ケー100 第45話「機関車闘牛計画をつぶせ!（天草の巻）」（1974年、TBS）

https://k100.tobiiro.jp/episode/episode45.htm
- イナズマン 第23話「呪いのえのぐが人を溶かす」（1974年、NET / 東映） - 佐伯マサル
- 刑事くん（第二部） 第49話「桜の花の咲く頃に・・・」（1974年、TBS/東映）
- ウルトラマンレオ 第28話「日本名作民話シリーズ! 帰ってきたひげ船長 浦島太郎より」（1974年、TBS / 円谷プロ） - パラダイ星人の子供
- 新・荒野の素浪人 第31話「賞金稼ぎ」（1974年、NET / 三船プロ)
- 破れ傘刀舟 悪人狩り 第42話「愛の残影」

### 映画
- 子育てごっこ

### 舞台
- 王将/長屋のこども（新国劇）
- 夕鶴/こどもたち（山本安英の会）
- 美空ひばり芸能生活30周年公演/靴磨きの少年
- 最後の一句/長太郎（前進座）
- 小市民/チェーチェレフ（東京芸術座附属演劇研究所）
- 翼は心につけて/横山（東京芸術座）
- 冒険者たち/ノロイ（東京芸術座）
- おばあちゃんの決着（東京芸術座）
- 勲章の川/ショウベ/鹿島守之助/校長/成田与吉（東京芸術座）
- 火を継ぐもの　-小林多喜二-（心座）
- 野望の系譜　壬申の乱/大国/中大兄皇子（東京芸術座）
- 朗読劇「マクベス」（有楽町マリオン 朝日ホール）
- 男どあほう大忠臣　-楠木正成伝-/豊島荘の住人（東京芸術座）
- 赤ひげ/弥平/やくざ（東京芸術座）
- 子午線の祀り（山本安英の会）
- 初恋（前進座）
- 海の鳴りどよめくごとく（東京芸術座）
- ピート/おじいさん （東京芸術座）
- 列車が空から降ってきた（東京芸術座）
- あわて幕やぶけ芝居 東京空襲三・一〇/勇作（東京芸術座）
- 花（東京芸術座）
- 私は貝になりたい（東京芸術座）
- ブラボーファーブル先生（東京芸術座）
- 死んだ海（東京芸術座）
- どん底/役者（東京芸術座）
- 永遠の旅路 -アンデルセンの恋-/アンデルセン（東京芸術座）
- 子午線の祀り（新国立劇場）
- 夜明けの町（東京芸術座）
- 男の言い分（東京芸術座）
- ウメコがふたり/はげつるさん（東京芸術座）
- 地球の上に朝が来る（東京芸術座）
- 蟹工船/芝浦（東京芸術座）
- 夏の庭/木山の父（東京芸術座）
- 満月（東京芸術座）
- あわて幕 やぶけ芝居 - 東京空襲 三・一〇 -（東京芸術座）
- 未来（東京芸術座）
- 勲章の川/教務主任 石神始（東京芸術座）
- ビロクシー・ブルース/トゥーミー軍曹（東京芸術座）
- KYOKAI 心の38度線/崔 栄植（東京芸術座）
- おんやりょう/山西吾郎（東京芸術座）
- 終わりに見た街/清水要治（東京芸術座）
- 12人の怒れる男たち/8号（東京芸術座）
- 飛べないくまんばち/オカママ（東京芸術座）
- アンブレイカブル/クロサキ（東京芸術座）

### 吹き替え
- 荒野のドラゴン
- 野バラ
- 小さな恋のメロディー
- がんばれ!ベアーズ
- アラスカ物語